# 巨型教會
巨型教會（英語：Megachurch）是人數異常多的教堂，擁有眾多的會員，可提供各種教育和社交活動，通常是新教或者福音主義。
哈特福德宗教研究所將巨型教會定義為任何平均週末出席人數2,000以上的新教基督教教會。
巨型教會是一種組織類型，而不是一個教派。
這概念起源於19世紀中葉，1861年英國倫敦。在美國，這概念1980年代起迅速擴展。到21世紀初，巨型教會已在美國普遍。在澳大利亞、非洲國家也越來越普遍。而在2000年代末2010年代初，巨型教會又開始變得更加非傳統，甚至大多數巨型教會用的是體育場式的座位。

## 歷史

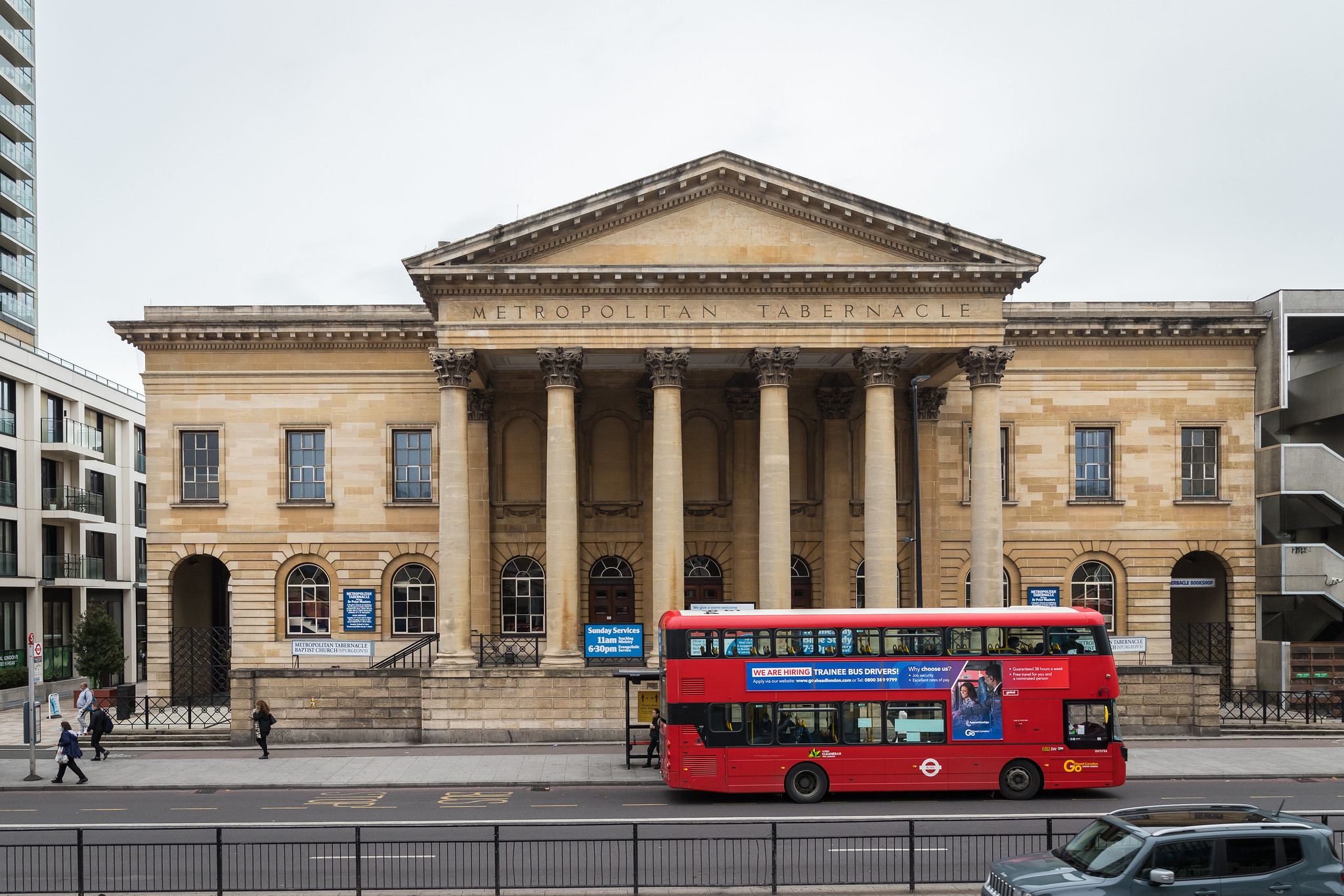
倫敦浸信會都城会幕

巨型教會運動的起源可以追溯到1800年代，但早期巨型教堂數量很少。
第一個福音派巨型教會都城會幕擁有6,000個座位，於1861年倫敦查爾斯·司布真主持開幕。
美國1923年麥艾梅在洛杉矶開設了有5,300個座位的巨型教會這些巨型教會大多數都建在大城市郊區，靠近主要道路或高速公路，以便盡可能多的人可以看到，确保開車可以方便到達。有的人為了傳福音和教化信徒在那里安了大十字架。
哈特福德宗教研究所於2020年發表研究發現，70%美國巨型教會擁有多堂點網絡，平均每個週末有7.6個教堂服務。該研究還發現，大多數美國巨型教會位於佛羅里達州、德克薩斯州、加利福尼亞州、佐治亞州。
全球範圍內，這些巨型教會是基督教新教的重大發展。

## 定義
哈特福德宗教研究所（Hartford Institute for Religion Research, 2006）和其他機構將巨型教會定義為至少每個週末有2,000人參加的任何新教基督教教會。
牛津英語詞典表明巨型教會通常包括教育和社會活動，並且通常是新教或福音派教派。

## 地區

### 亞洲
2007年，十大新教教堂中有五個在韓國。
出席人數最多的巨型教會是韓國的汝矣島純福音教會，一個神召會（五旬節派）教會，截至2007年有超過830,000名成員。

### 非洲

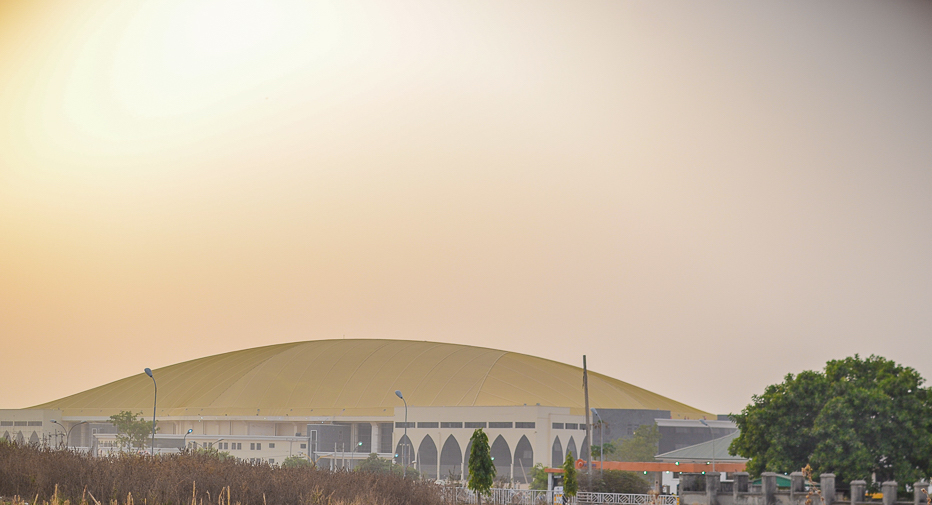
The Glory Dome隸屬於Dunamis國際福音中心，擁有100,000個座位，位於尼日利亞阿布賈

巨型教會在許多撒哈拉以南非洲的國家都有，包括坦桑尼亞、尼日利亞、南非、加納、肯尼亞、烏干達。
最大的The Glory Dome於2018年在尼日利亞阿布賈落成，擁有100,000個座位。

### 巴西

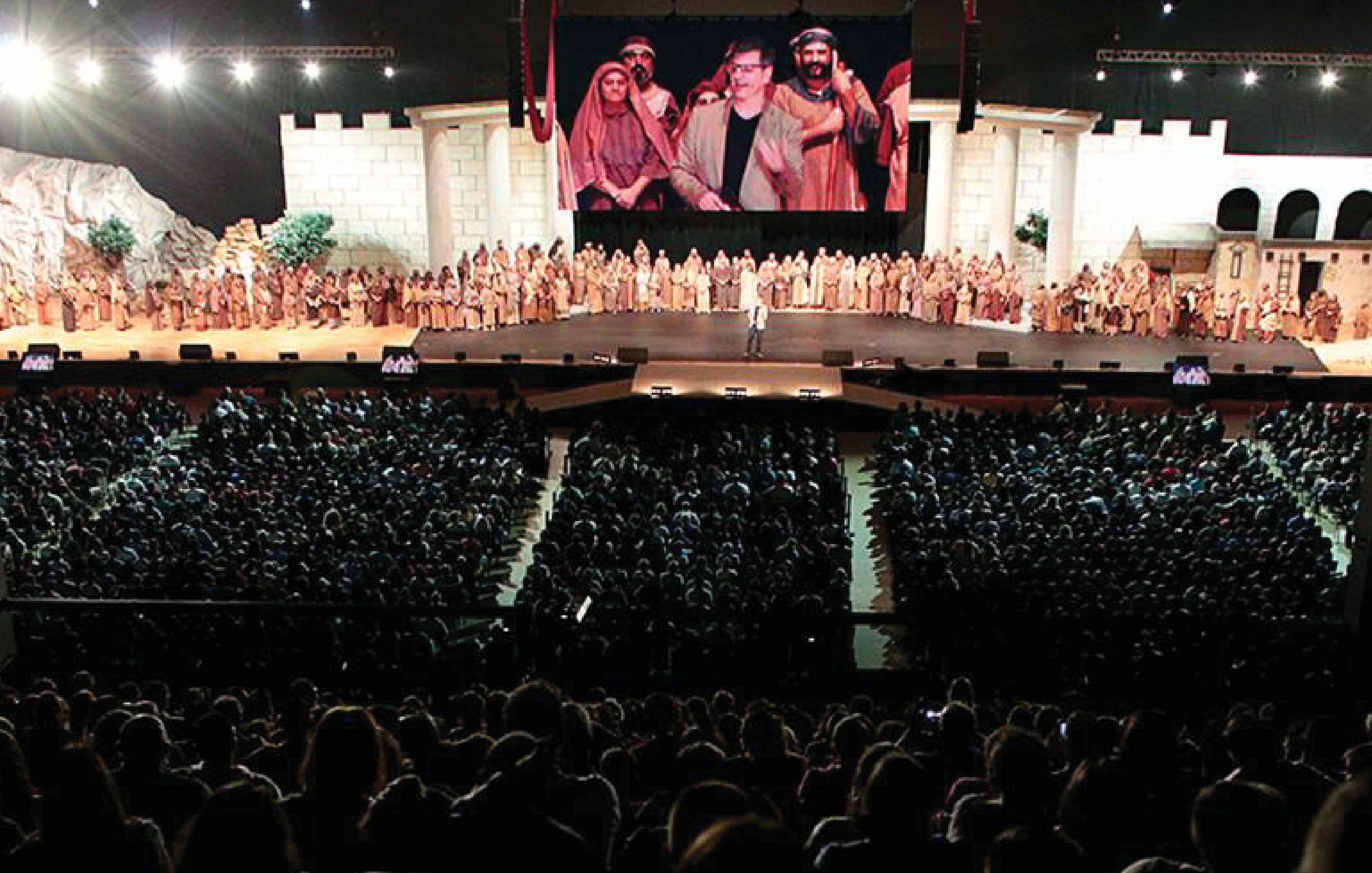
2017巴西聖若澤-杜斯坎普斯巴西浸信會在Igreja da Cidade展示耶穌的生活

### 美国
2010年，哈特福德研究所的數據庫列出了1,300多個此類美國巨型教會列表。根據該數據，約50間教會平均出席人數超過10,000人，最高平均出席人數記錄為47,000人。2015年11月一個週末，美國大約十分之一的新教教徒，即大約500萬人，在一座巨型教堂參加了禮拜。3,000個天主教會教區平均有2,000或更多人員參加主日彌撒，但他們不被稱為巨型教堂，因為巨型教堂是一個新教術語。
在美國，這現像截至2017年的廿年內翻了兩番多。

### 

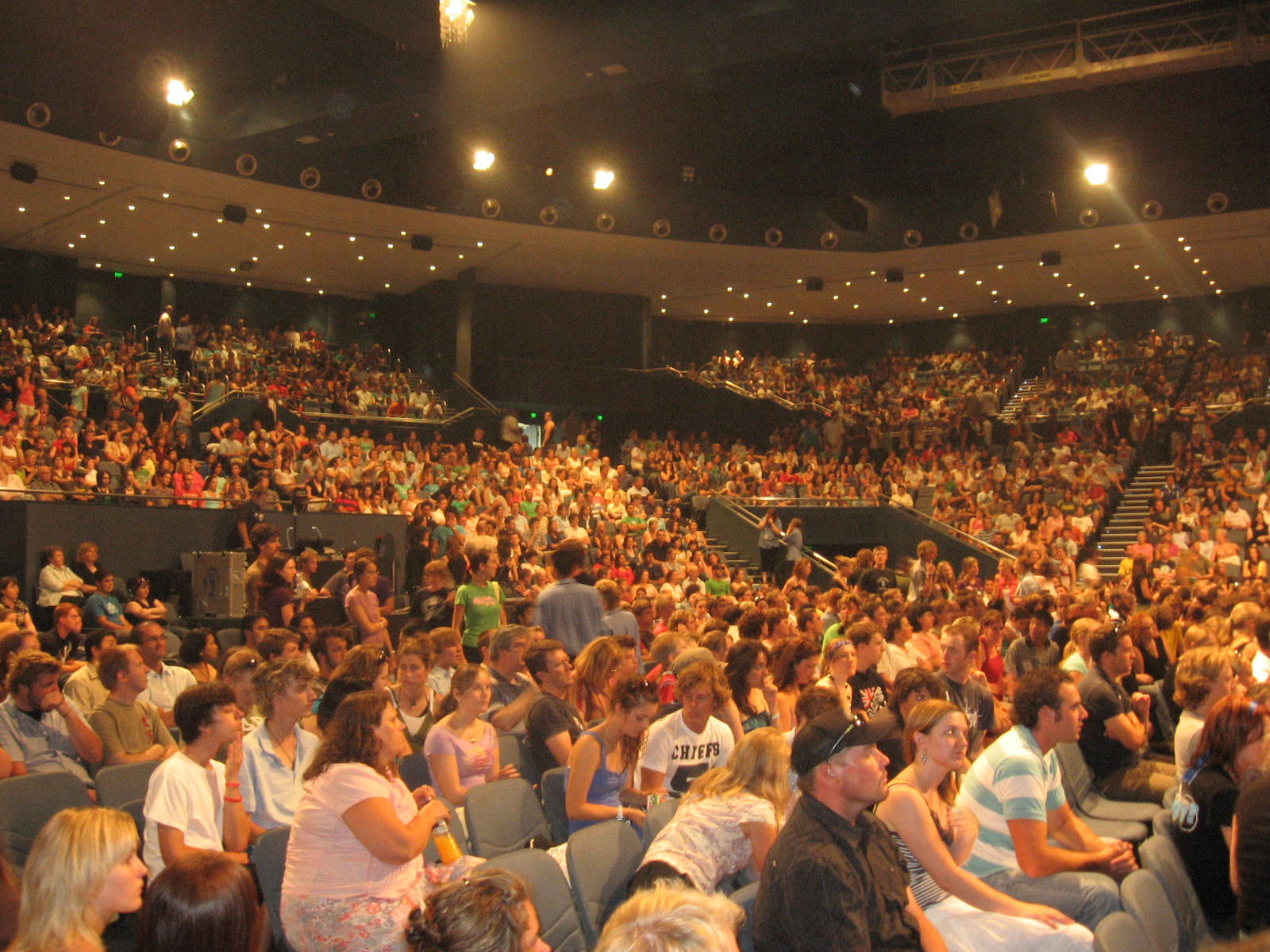
Hillsong Church是一個位於悉尼的澳大利亞巨型教會網絡。

根據澳大利亞學者 Hey（2011）的說法，「在澳大利亞，幾乎所有巨型教堂的發展都是五旬節派或靈恩運動和新五旬節派的分支」
基督教外展中心（COC）是澳大利亞最早的巨型教會之一，現在是國際教會網絡（International Network of Churches）。
澳大利亞最著名的巨型教會之一是Hillsong Church於新南威爾士州悉尼，其中兩個是基督教生活中心教會，自此在澳大利亞和世界各地建立巨型教會。
另一個澳大利亞國際五旬節網絡是C3 Global Network，成立於1980年。

## 批評
2005年，浸禮宗牧師阿爾·夏普頓批評巨型教會忽視戰爭、肯定性行动等社會正義問題，將重點放在臥室道德、反同婚姻、墮胎上。作為戰爭的不道德和確定性行為的侵蝕。
一些聲稱自己具有包容性，同時保持反對同性婚姻的強硬立場並且不允許性活躍的同性戀成員充分參與教會的巨型教會同樣受到批評。
2018年，北方浸信會神學院的美國教授斯科特˙麥克奈特（Scot McKnight）批評非教派巨型教會領導人外部問責關係薄弱，因為他們不是基督教派系成員，有濫用權力的風險。哈特福德宗教研究所（Hartford Institute for Religion Research）2020年發表的一項研究發現，60%美國巨型教會是基督教教派的成員。
巨型教會和牧師被批評者指責提倡成功神學，鼓勵窮人和弱勢群體將他們的錢捐給教會，希望上帝會祝福他們財富。這增加了牧師財富，據透露，一些牧師在佈道期間穿著名牌服裝並擁有豪華車輛。